# Темпль на бульваре Уилшир

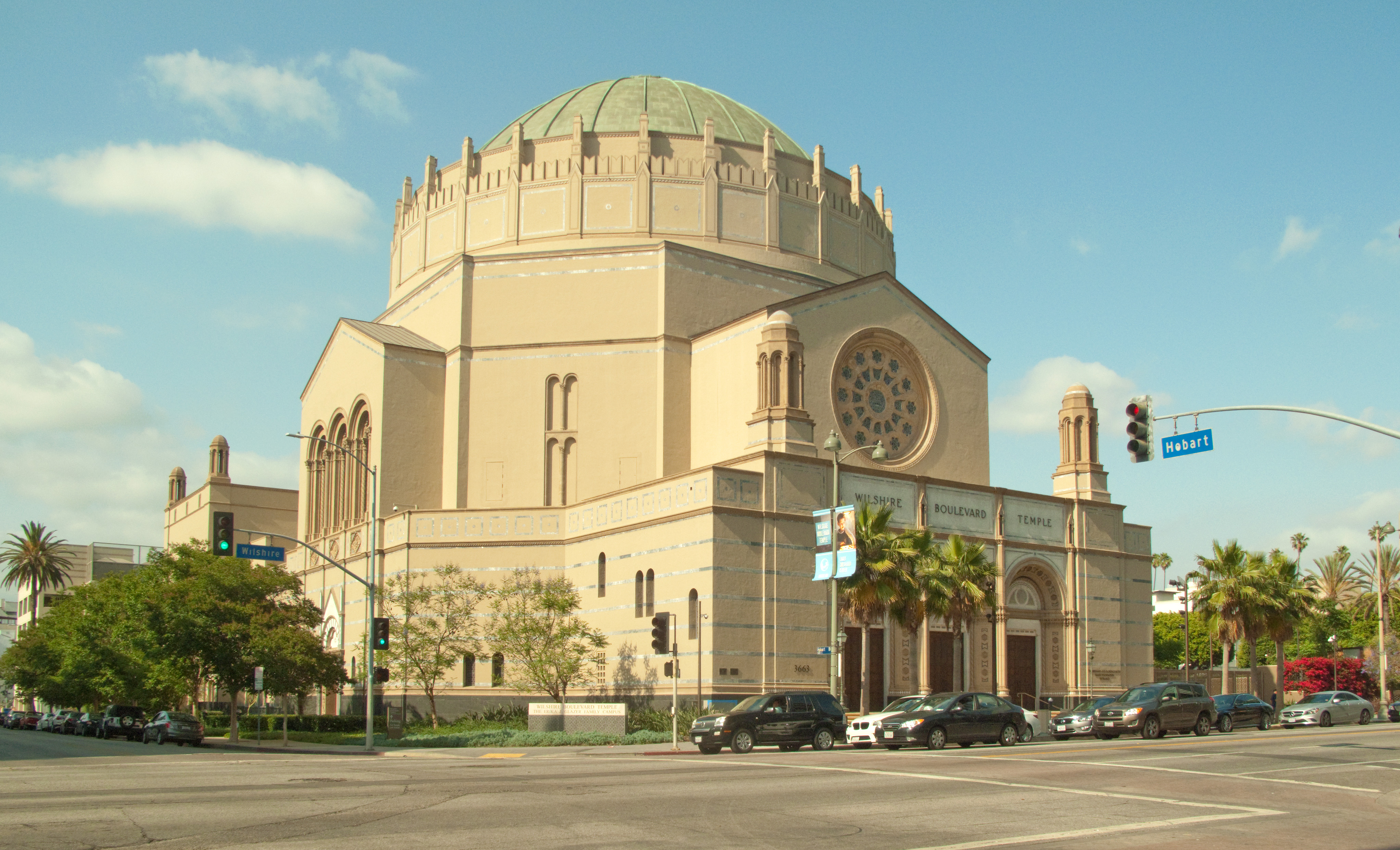
Темпль на бульваре Уилшир

Темпль на бульваре Уилшир (англ. Wilshire Boulevard Temple), более известный как Конгрегация Бней-Брит, — старейшая реформистская синагога Лос-Анджелеса, основанная в 1862 году и являющаяся местной достопримечательностью из-за византийского купола. Окончательный вид синагога приобрела в 1929 году.